# Сезар (кинопремия, 2017)
42-я церемония вручения наград премии «Сезар» за заслуги в области французского кинематографа за 2016 год состоялась 24 февраля 2017 года в концертном зале Плейель (Париж, Франция). Номинанты были объявлены 25 января 2017 года.

## Список лауреатов и номинантов
Количество наград/номинаций:
- 2/11: «Она»
- 1/11: «Франц»
- 0/9: «В тихом омуте»
- 0/8: «Иллюзия любви»
- 3/7: «Божественные»
- 3/6: «Это всего лишь конец света»
- 1/6: «Танцовщица»
- 2/5: «Шоколад»
- 0/5: «В постели с Викторией»
- 0/4: «Непорочные»
- 2/3: «Жизнь Кабачка»
- 1/2: «Чёрный алмаз»
- 0/2: «Сын Жана» / «Жизнь» / «Дочь Бреста» / «Когда тебе семнадцать»
- 1/1: «Водный эффект» / «В лесах Сибири» / «Одиссея» / «Тот, у кого две души» / «Спасибо, босс!» / «Мама (мамы)» / «Vers la tendresse» / «Я, Дэниел Блейк»

### Основные категории
• Лауреаты выделены отдельным цветом. 
| Категории                                  | Лауреаты и номинанты |
| ------------------------------------------ | --- |
| Лучший фильм                               | • Она / Elle (продюсеры: Саид Бен Саид, Мишель Меркт; режиссёр: Пол Верховен)                                                            |
| Лучший фильм                               | • Божественные / Divines (продюсер: Марк-Бенуа Креансье; режиссёр: Уда Беньямина)                                                        |
| Лучший фильм                               | • Франц / Frantz (продюсеры: Эрик Альтмайер, Николя Альтмайер; режиссёр: Франсуа Озон)                                                   |
| Лучший фильм                               | • Непорочные / Les Innocentes (продюсеры: Эрик Альтмайер, Николя Альтмайер; режиссёр: Анн Фонтен)                                        |
| Лучший фильм                               | • В тихом омуте / Ma Loute (продюсеры: Жан Бреа, Рашид Бушареб, Мюриэль Мерлен; режиссёр: Брюно Дюмон)                                   |
| Лучший фильм                               | • Иллюзия любви / Mal de pierres (продюсер: Ален Атталь; режиссёр: Николь Гарсиа)                                                        |
| Лучший фильм                               | • В постели с Викторией / Victoria (продюсер: Эмманюэль Шоме; режиссёр: Жюстин Трие)                                                     |
| Лучшая режиссура                           | • Ксавье Долан — «Это всего лишь конец света»                                                                                            |
| Лучшая режиссура                           | • Уда Беньямина — «Божественные» |
| Лучшая режиссура                           | • Пол Верховен — «Она» |
| Лучшая режиссура                           | • Франсуа Озон — «Франц» |
| Лучшая режиссура                           | • Анн Фонтен — «Непорочные» |
| Лучшая режиссура                           | • Брюно Дюмон — «В тихом омуте» |
| Лучшая режиссура                           | • Николь Гарсиа — «Иллюзия любви» |
| Лучший актёр                               | • Гаспар Ульель — «Это всего лишь конец света» (за роль Луи-Жана Книппера)                                                               |
| Лучший актёр                               | • Франсуа Клюзе — «Сельский врач» (за роль Жана-Пьера Вернера)                                                                           |
| Лучший актёр                               | • Пьер Деладоншам — «Сын Жана» (за роль Матье Капелье)                                                                                   |
| Лучший актёр                               | • Николя Дювошель — «Я не сволочь» (за роль Эдди)                                                                                        |
| Лучший актёр                               | • Фабрис Лукини — «В тихом омуте» (за роль Андре ван Петегема)                                                                           |
| Лучший актёр                               | • Пьер Нине — «Франц» (за роль Адриана Ривуа)                                                                                            |
| Лучший актёр                               | • Омар Си — «Шоколад» (за роль Рафаэля «Шоколада» Падильи)                                                                               |
| Лучшая актриса                             | • Изабель Юппер — «Она» (за роль Мишель Леблан)                                                                                          |
| Лучшая актриса                             | • Жюдит Шемла — «Жизнь» (за роль Жанны ле Пертью де Во)                                                                                  |
| Лучшая актриса                             | • Марион Котийяр — «Иллюзия любви» (за роль Габриеллы Рабаскаль)                                                                         |
| Лучшая актриса                             | • Виржини Эфира — «В постели с Викторией» (за роль Виктории Спик)                                                                        |
| Лучшая актриса                             | • Марина Фоис — «Безупречная» (за роль Констанс Беву)                                                                                    |
| Лучшая актриса                             | • Сидсе Бабетт Кнудсен — «Дочь Бреста» (за роль Ирен Фрашон)                                                                             |
| Лучшая актриса                             | • Соко — «Танцовщица» (за роль Марии Луизы «Лои» Фуллер)                                                                                 |
| Лучший актёр второго плана                 | • Джеймс Тьерре — «Шоколад» (за роль Футита)                                                                                             |
| Лучший актёр второго плана                 | • Габриэль Аркан — «Сын Жана» (за роль Пьера Лесажа)                                                                                     |
| Лучший актёр второго плана                 | • Венсан Кассель — «Это всего лишь конец света» (за роль Антуана Книппера)                                                               |
| Лучший актёр второго плана                 | • Венсан Лакост — «В постели с Викторией» (за роль Самуэля Малле)                                                                        |
| Лучший актёр второго плана                 | • Лоран Лафит — «Она» (за роль Патрика)                                                                                                  |
| Лучший актёр второго плана                 | • Мельвиль Пупо — «В постели с Викторией» (за роль Венсана Коссарски)                                                                    |
| Лучшая актриса второго плана               | • Дебора Люкумуэна — «Божественные» (за роль Маимуны)                                                                                    |
| Лучшая актриса второго плана               | • Натали Бай — «Это всего лишь конец света» (за роль матери)                                                                             |
| Лучшая актриса второго плана               | • Валерия Бруни-Тедески — «В тихом омуте» (за роль Изабель ван Петегем)                                                                  |
| Лучшая актриса второго плана               | • Анн Косиньи — «Она» (за роль Анны) |
| Лучшая актриса второго плана               | • Мелани Тьерри — «Танцовщица» (за роль Габриэллы Блок)                                                                                  |
| Самый многообещающий актёр                 | • Нильс Шнайдер — «Чёрный алмаз» |
| Самый многообещающий актёр                 | • Йонас Блоке — «Она» |
| Самый многообещающий актёр                 | • Дамьен Боннар — «Стоять ровно» |
| Самый многообещающий актёр                 | • Корантен Фила — «Когда тебе семнадцать» (за роль Тома)                                                                                 |
| Самый многообещающий актёр                 | • Кейси Мотте-Кляйн — «Когда тебе семнадцать» (за роль Дэмиена)                                                                          |
| Самая многообещающая актриса               | • Улайя Амамра — «Божественные» |
| Самая многообещающая актриса               | • Паула Бер — «Франц» |
| Самая многообещающая актриса               | • Лили-Роуз Депп — «Танцовщица» (за роль Айседоры Дункан)                                                                                |
| Самая многообещающая актриса               | • Ноэми Мерлан — «Небеса подождут» |
| Самая многообещающая актриса               | • Раф — «В тихом омуте» |
| Лучший оригинальный сценарий               | • Сольвейг Анспах, Жан-Люк Гаже (фр.) — «Водный эффект»                                                                                  |
| Лучший оригинальный сценарий               | • Ромайн Компан, Уда Беньямина, Малик Рюму — «Божественные»                                                                              |
| Лучший оригинальный сценарий               | • Сабрина Б. Карин (фр.), Алиса Виаль, Паскаль Боницер, Анн Фонтен — «Непорочные»                                                        |
| Лучший оригинальный сценарий               | • Брюно Дюмон — «В тихом омуте» |
| Лучший оригинальный сценарий               | • Жюстин Трие — «В постели с Викторией»                                                                                                  |
| Лучший адаптированный сценарий             | • Селин Сьямма — «Жизнь Кабачка» |
| Лучший адаптированный сценарий             | • Дэвид Бирк — «Она» |
| Лучший адаптированный сценарий             | • Северин Бошем, Эмманюэль Берко — «Дочь Бреста»                                                                                         |
| Лучший адаптированный сценарий             | • Франсуа Озон — «Франц» |
| Лучший адаптированный сценарий             | • Николь Гарсиа, Жак Фьески — «Иллюзия любви»                                                                                            |
| Лучший адаптированный сценарий             | • Катель Килевере, Жиль Торан (фр.) — «Лечить живых»                                                                                     |
| Лучшая музыка к фильму                     | • Ибрагим Маалуф — «В лесах Сибири» |
| Лучшая музыка к фильму                     | • Габриэль Яред — «Шоколад» |
| Лучшая музыка к фильму                     | • Энн Дадли — «Она» |
| Лучшая музыка к фильму                     | • Филипп Ромби — «Франц» |
| Лучшая музыка к фильму                     | • Софи Хюнгер — «Жизнь Кабачка» |
| Лучший монтаж                              | • Ксавье Долан — «Это всего лишь конец света»                                                                                            |
| Лучший монтаж                              | • Лоик Лаллеман, Венсан Трикон — «Божественные»                                                                                          |
| Лучший монтаж                              | • Йоб тер Бург — «Она» |
| Лучший монтаж                              | • Лор Гардетт — «Франц» |
| Лучший монтаж                              | • Симон Жаке — «Иллюзия любви» |
| Лучшая работа оператора                    | • Паскаль Марти — «Франц» |
| Лучшая работа оператора                    | • Стефан Фонтен — «Она» |
| Лучшая работа оператора                    | • Каролина Шанпетье — «Непорочные» |
| Лучшая работа оператора                    | • Гийом Деффонтен — «В тихом омуте» |
| Лучшая работа оператора                    | • Кристоф Бокарн — «Иллюзия любви» |
| Лучшие декорации                           | • Жереми Д. Линьоль — «Шоколад» |
| Лучшие декорации                           | • Карлос Конти — «Танцовщица» |
| Лучшие декорации                           | • Мишель Бартелеми (фр.) — «Франц» |
| Лучшие декорации                           | • Ритон Дюпир-Клеман — «В тихом омуте»                                                                                                   |
| Лучшие декорации                           | • Катя Вышкоп (фр.) — «Планетариум» |
| Лучшие костюмы                             | • Анаис Роман — «Танцовщица» |
| Лучшие костюмы                             | • Паскалин Шаванн — «Франц» |
| Лучшие костюмы                             | • Катрин Летерье (фр.) — «Иллюзия любви»                                                                                                 |
| Лучшие костюмы                             | • Александра Шарль — «В тихом омуте» |
| Лучшие костюмы                             | • Мадлин Фонтен (фр.) — «Жизнь» |
| Лучший звук                                | • Марк Энгельс, Фред Демольдер, Сильван Рети, Жан-Поль Урье — «Одиссея»                                                                  |
| Лучший звук                                | • Брижит Тайандье, Венсан Гийон, Стефан Тьебо — «Шоколад»                                                                                |
| Лучший звук                                | • Жан-Поль Мюжель, Алекси Плас, Сирил Хольц, Дамьен Лаццерини — «Она»                                                                    |
| Лучший звук                                | • Мартен Буассо, Бенуа Гаргонн, Жан-Поль Юрье — «Франц»                                                                                  |
| Лучший звук                                | • Жан-Пьер Дюре, Сильван Мальбран, Жан-Пьер Лафорс — «Иллюзия любви»                                                                     |
| Лучший дебютный фильм                      | • Божественные / Divines (реж. Уда Беньямина; продюсер: Марк-Бенуа Креансье)                                                             |
| Лучший дебютный фильм                      | • Сигареты и горячий шоколад / Cigarettes et Chocolat chaud (реж. Софи Рен; продюсеры: Изабель Грелла, Эрик Альтмайер, Николя Альтмайер) |
| Лучший дебютный фильм                      | • Танцовщица / La Danseuse (реж. Стефани Ди Джусто; продюсер: Ален Атталь)                                                               |
| Лучший дебютный фильм                      | • Чёрный алмаз / Diamant noir (реж. Артур Арари; продюсеры: Давид Тион, Филипп Мартен)                                                   |
| Лучший дебютный фильм                      | • Розали Блюм / Rosalie Blum (реж. Жюльен Рапно; продюсеры: Микаэль Жентиль, Шарль Жилибер)                                              |
| Лучший полнометражный анимационный фильм   | • Жизнь Кабачка / Ma vie de Courgette (реж. Клод Баррас; продюсеры: Армель Глореннек, Эрик Жако, Марк Бонни)                             |
| Лучший полнометражный анимационный фильм   | • Девушка без рук / La Jeune Fille sans mains (реж. Себастьен Лоденбах; продюсер: Жан-Кристоф Сулажон)                                   |
| Лучший полнометражный анимационный фильм   | • Красная черепаха / La Tortue rouge (реж. Михаэль Дюдок де Вит; продюсеры: Венсан Мараваль, Паскаль Кошету)                             |
| Лучший короткометражный анимационный фильм | • Тот, у кого две души / Celui qui a deux âmes (реж. Фабрис Луанг-Вижа; продюсер: Софи Фалло)                                            |
| Лучший короткометражный анимационный фильм | • Холодный кофе / Café froid (реж. Франсуа Леруа, Стефани Лансак; продюсеры: Марк Жуссе, Перрен Капрон)                                  |
| Лучший короткометражный анимационный фильм | • Journal animé (реж. Донато Сансон; продюсер: Николя Шмеркин)                                                                           |
| Лучший короткометражный анимационный фильм | • Периферия / Peripheria (реж. Давид Кокар-Дассо; продюсер: Николя Шмеркин)                                                              |
| Лучший документальный фильм                | • Спасибо, босс! / Merci Patron ! (реж. Франсуа Рюффен)                                                                                  |
| Лучший документальный фильм                | • Последние новости из космоса / Dernières nouvelles du cosmos (реж. Жюли Бертуччелли)                                                   |
| Лучший документальный фильм                | • Море в огне / Fuocoammare (реж. Джанфранко Рози)                                                                                       |
| Лучший документальный фильм                | • Swagger (реж. Оливье Бабине) |
| Лучший документальный фильм                | • Путешествие через французское кино / Voyage à travers le cinéma français (реж. Бертран Тавернье)                                       |
| Лучший короткометражный фильм              | • Мама (мамы) / Maman(s) (реж. Маимуна Дукуре)                                                                                           |
| Лучший короткометражный фильм              | • Vers la tendresse (реж. Алиса Диоп) |
| Лучший короткометражный фильм              | • За Сюзанной / Après Suzanne (реж. Феликс Моати)                                                                                        |
| Лучший короткометражный фильм              | • При звуке колокольчиков / Au bruit des clochettes (реж. Шабнам Зарьяб)                                                                 |
| Лучший короткометражный фильм              | • Королевская охота / Chasse royale (реж. Лиз Акока, Роман Гере)                                                                         |
| Лучший иностранный фильм                   | • Я, Дэниел Блейк / I, Daniel Blake (Великобритания, Франция, Бельгия), реж. Кен Лоуч                                                    |
| Лучший иностранный фильм                   | • Водолей / Aquarius (Бразилия, Франция), реж. Клебер Мендонса Фильо                                                                     |
| Лучший иностранный фильм                   | • Выпускной / Bacalaureat (Румыния, Франция, Бельгия), реж. Кристиан Мунджиу                                                             |
| Лучший иностранный фильм                   | • Неизвестная / La Fille inconnue (Бельгия, Франция), реж. Жан-Пьер Дарденн, Люк Дарденн                                                 |
| Лучший иностранный фильм                   | • Это всего лишь конец света / Juste la fin du monde (Канада, Франция), реж. Ксавье Долан                                                |
| Лучший иностранный фильм                   | • Манчестер у моря / Manchester by the Sea (США), реж. Кеннет Лонерган                                                                   |
| Лучший иностранный фильм                   | • Тони Эрдманн / Toni Erdmann (Германия, Австрия, Румыния), реж. Марен Аде                                                               |

### Специальная награда
| Почётный «Сезар» |  | • Джордж Клуни |